# Байдиков, Василий Иванович
Васи́лий Ива́нович Ба́йдиков (22 января 1913, село Хохол-Тростянка, Воронежская губерния — 26 апреля 1989, Острогожск, Воронежская область) — председатель колхоза «20-я годовщина Октября». Герой Социалистического Труда (1948).

## Биография
Родился в крестьянской семье в селе Хохол-Тростянка Острогожского уезда Воронежской губернии. В 1943 году избран председателем колхоза «20-я годовщина Октября» Острогожского района (позднее переименован в колхоз «Первое мая»).
За выдающиеся достижения при получении высоких урожаев зерновых удостоен в 1948 году звания Герой Социалистического Труда.
В 1955—1975 агроном в том же колхозе.
В 1976 году вышел на пенсию и переехал в Острогожск, где проживал до своей кончины в 1989 году.
Младший брат Героя Социалистического Труда Самуила Байдикова.

## Награды
- Герой Социалистического Труда — указом Президиума Верховного Совета СССР от 18 января 1948 года
- Орден Ленина (18.01.1948)
- Орден Трудового Красного Знамени (06.08.1940)[2]